# Canal Futura Alagoas
Canal Futura Alagoas é uma estação de televisão brasileira sediada em Maceió, capital do estado de Alagoas. Opera no canal 28 UHF digital e pertence ao Grupo Asa Branca. Seus estúdios estão no bairro Farol, e seus transmissores estão no Jacintinho.

## História

### Antecedentes (2002-2023)
No dia 15 de abril de 2002, foi outorgada a concessão do canal 29 UHF analógico (posteriormente 28 UHF digital) depois de licitação pública, iniciada no ano de 1997, em que a Elo Comunicação Ltda. se consagrou vencedora. No dia 20 de abril de 2005, o Decreto Legislativo nº 274 aprovou o ato de concessão para exploração de serviços de radiodifusão de sons e imagens pelo prazo de 15 anos.
Em maio de 2005, a Rede União, uma das licitantes que não lograram êxito no processo, entra com uma ação judicial questionando a licitude do Decreto Legislativo e do processo licitatório. Junto ao Supremo Tribunal Federal, a rede solicitou a suspensão do decreto alegando ilegalidade na declaração que considerou descumprimento de prestação de garantia contratual, o que a teria desclassificado. O segundo lugar na disputa desistiu, o que sagrou como vencedora a empresa Elo Comunicação Ltda., classificada em terceiro lugar.
No dia 22 de março de 2021, foi publicado o acórdão em que o STF negou provimento aos pedidos feitos pela Rede União em recurso de Agravo Regimental em Mandado de Segurança que teve a ministra Rosa Weber como relatora, sendo julgado em plenário entre os dias 12 e 19 de abril de 2021, o que fez o processo transitar em julgado em favor da empresa Elo Comunicação Ltda. Em 2021, a concessão do canal foi definitivamente protocolada pelo Ministério das Comunicações e a implantação foi finalmente iniciada.

### Disputa pela afiliação à TV Globo (2023-2025)
Em 4 de outubro de 2023, a TV Globo comunicou à direção da TV Gazeta de Alagoas a decisão de não renovar a afiliação. Em 26 de outubro de 2023, foi noticiado que a TV Globo decidiu assinar contrato com uma nova estação, de propriedade do Grupo Nordeste de Comunicação (que controla a também afiliada TV Asa Branca em Caruaru, Pernambuco). No dia 8 de novembro de 2023, a TV Gazeta apresentou uma petição ao juízo falimentar solicitando a renovação obrigatória do contrato de afiliação com a emissora carioca, contrato que venceria no dia 31 de dezembro de 2023. Em 5 de dezembro de 2023, a TV Gazeta teve uma decisão favorável ao pleito e a TV Globo recorreu ao Tribunal de Justiça de Alagoas.
Em 3 de janeiro de 2024, a TV Globo obteve vitória no Tribunal de Justiça de Alagoas, que derrubou a liminar que obrigava a renovação com a TV Gazeta até 2028. Com isso, a retransmissão da programação pela TV Gazeta de Alagoas ficou garantida apenas até o julgamento pleno do mérito no plenário da 3ª Câmara Cível do Tribunal. Em 6 de junho de 2024, a 3ª Câmara Cível do Tribunal de Justiça de Alagoas decidiu, por dois votos a um, manter a liminar que mantém a TV Gazeta como afiliada da Globo pelos próximos cinco anos. O caso ainda pode ser levado às instâncias superiores ou ao mesmo Tribunal por meio de recurso, ou ainda ser debatido no plenário do TJ, no caso em que se objetiva evitar divergência de entendimentos sobre um tema no mesmo Tribunal. Após idas e vindas, um julgamento final foi marcado para 19 de agosto de 2025 pelo Superior Tribunal de Justiça. Em um placar apertado de 3 a 2, o STJ decidiu que a TV Globo seja obrigada a renovar o contrato com a TV Gazeta num prazo de três anos, visando evitar uma falência do canal. A decisão não cabe recurso e encerraria a disputa iniciada em 2023.

### Implantação (2023-presente)
O canal de TV do grupo passou a operar em fase de testes em um prédio comprado no bairro do Farol, zona nobre de Maceió, no dia 23 de outubro de 2023, sob o nome "TV Elo". Em 26 de outubro, o site F5, vinculado ao jornal Folha de S. Paulo, noticiou que a TV Gazeta de Alagoas seria substituída no primeiro semestre de 2024 como afiliada da TV Globo pela nova estação. A rede carioca havia comunicado a decisão no início do mês, dando como justificativa uma decisão do STF que expôs o uso da estação alagoana em esquemas de corrupção pelo ex-presidente e proprietário Fernando Collor.
Em 31 de dezembro de 2023, aguardando uma disputa judicial entre a TV Gazeta e a Globo em torno da não renovação de contrato de afiliação, a "TV Elo" passou a retransmitir o sinal do Canal Futura, braço educativo da Globo. No dia 5 de janeiro de 2024, ao lançar campanha de novo projeto visual, o Grupo Asa Branca, por meio de seu fundador Vicente Jorge Espíndola, confirmou o processo de implantação da TV Asa Branca em Alagoas como parceira da TV Globo no estado.
Em 21 de junho de 2024, a estação passou a operar oficialmente como Canal Futura Alagoas em ambos os canais (28.1 e 28.2), e anunciou uma parceria com a Universidade Estadual de Ciências da Saúde de Alagoas para a produção de conteúdos. Em 2 de julho, o jornalista Mauro Wedekin foi anunciado como diretor de jornalismo da emissora, e revelou planos de produção de um programa local com conteúdo jornalístico. Em 24 de fevereiro de 2025, o Canal Futura Alagoas estreou o Conexão Alagoas, programa semanal exibido às segundas-feiras, a partir das 21h, e com apresentação de Mauro Wedekin.

## Sinal digital
| Canal virtual | Canal digital | Resolução de tela | Programação                                                         |
| ------------- | ------------- | ----------------- | ------------------------------------------------------------------- |
| 28.1          | 28 UHF        | 1080i             | Programação principal do Canal Futura Alagoas / Futura              |
| 28.2          | 28 UHF        | 1080i             | Repetição da programação principal do Canal Futura Alagoas / Futura |

A emissora iniciou suas transmissões digitais em caráter experimental em 23 de outubro de 2023. No dia 31 de dezembro de 2023, iniciaram-se testes com o sinal do Canal Futura.